# Хипервентилациони синдром
Хипервентилациони синдром (ХВС) или емоцијама изазвана хипервентилација је стање у којем минутна вентилација премашује метаболичке захтеве, што доводи до хемодинамских и хемијских промена које производе карактеристичне дисфоричне симптоме. Ови симптоми изазвани су смањењем артеријског парцијалног притиска угљен-диоксида (PaCO2) спонтаном хипервентилацијом.  Међутим, овај модел је доведен у питање запажањем да многи пацијенти са ХВС не манифестују низак PaCO2 током напада. У неким случајевима, пацијенти са овим синдромом су показали измењену респираторну физиологију која се манифестује као спорији повратак PaCO2  на почетну вредност након добровољне хипервентилације на дефинисани ниво PaCO2.
Садашње размишљање сугерише да би бољи израз за овај синдром могао бити бихејвиорални недостатак ваздуха или психогена диспнеја, при чему се хипервентилација види као последица, а не као узрок стања. Такође је познато да неки пацијенти могу бити физиолошки изложени ризику од развоја психогене диспнеје.
Симптоми ХВС-а и паничног поремећаја се значајно преклапају, иако ова два стања остају различита. Приближно 50% пацијената са паничним поремећајем и 60% пацијената са агорафобијом манифестује хипервентилацију као симптом, док 25% пацијената са ХВС манифестује панични поремећај.
ХВС је релативно честа појава код пацијената у одељењаима за хитне случајеве, коју већина клиничара лако препознаје, иако основна патофизиологија ХВС није јасно разјашњена.

## Називи
Хипервентилациони синдром — Брзо дубоко дисање — Емоцијама изазвана хипервентилација — Нападом панике изазвана хипервентилација — Анксиозношћу изазвана хипервентилација — Психогена диспнеја

## Епидемиологија
Према статистици око 10% пацијената у ординацији опште интерне медицине има ХВС као примарну дијагнозу, иако еквивалентни подаци нису доступни у одељењима за хитне случајеве. Сматра се да до 6% опште популације може патити од ХВС-а. Процењена преваленција ХВС-а међу пацијентима са бронхијалном астмом креће се између 29% и 42%.
Највећа инциденција је између 15 и 55 година, иако су случајеви ХВС пријављени у свим старосним групама осим код новорођенчади.
ХВС има јаку превагу код жена: па је женско мушкаи однос чак 7:1.

## Диференцијална дијагноза
Диференцијалне дијагнозе које треба имати у виду код ХВС су:
- Акутни коронарни синдром
- Акутни респираторни дистрес синдром (АРДС)
- Акутни респираторни дистрес синдром
- Одвикавање од алкохола
- Амебијаза
- Анксиозни поремећаји
- Аритмије
- Тровање аспирином
- Астма
- Атријална фибрилација
- Бактеријска пнеумонија
- Тровање угљен-моноксидом
- Кардиомиопатија, констриктивна
- Лезије централног нервног система
- Хронична опструктивна плућна болест (ХОБП) и емфизем у хитној медицини
- Депресија
- Дијабетичка кетоацидоза (ДКА)
- Одвикавање од дроге
- Хитно лечење атријалног флатера
- Хитно лечење плеуралног излива
- Срчана инсуфицијенција
- Хепатопулмонални синдром
- Велика надморска висина
- Хипертироидизам и тиреотоксикоза
- Хипокалцемија
- Дилатирана кардиомиопатија
- Рестриктивна кардиомиопатија
- Интерстицијалне болести плућа
- Дисфункција леве срчане коморе
- Метаболичка ацидоза у хитној медицини
- Метхемоглобинемиа
- Инфаркт миокарда
- Стеноза назофаринкса
- Бол
- Панични поремећај
- Педијатријска токсичност угљен-моноксида
- Перикардитис
- Пнеумоторакс
- Трудноћа
- Плућна емболија
- Плућна фиброза
- Плућна хипертензија
- Пирексија, сепса
- Сулфхемоглобинемија
- Венска ваздушна емболија
- Синдроми повлачења

## Компликације
Компликације које се јављају код пацијената са ХВС су углавном повезане са инвазивним процедурама и истраживањима (нпр. ангиографија) која се користе да би се искључиле друге болести.
Међутим, компликације се такође могу јавити као резултат симптома изазваних индиректно хипервентилацијом (нпр. повреде задобијене при паду током синкопалне епизоде која се може приписати хипервентилацији).

## Прогноза
Пацијенти са хроничним ХВС  доживљавају вишеструка погоршања током свог живота. Деца која доживе акутни ХВС често настављају овај образац и у одраслом добу. Многи пацијенти имају повезане поремећаје (нпр. агорафобију) који могу доминирати клиничком сликом. Лечење ових основних поремећаја утиче на ток хипервентилације.
Пацијенти који се лече поновним обучавањем дисања, терапијом за смањење стреса и разним лековима (нпр. бензодиазепини или селективни инхибитори поновног преузимања серотонина доживљавају значајно смањење учесталости и тежине егзацербација.
Смрт која се може приписати ХВС је изузетно ретка. Померање криве дисоцијације оксихемоглобина улево и вазоспазам повезан са ниским PaCO2 могу изазвати исхемију миокарда код пацијената са коронарном артеријском болешћу (КАБ и хипервентилационим синдромом.
Одређени пацијенти су психички онеспособљени због својих симптома, а многи пацијенти носе погрешне дијагнозе. Пацијенти са ХВС често се подвргавају дијагностичком тестирању и могу имати компликације услед повезаних интервенција (нпр. ангиографија, тромболитици или реконструкција носа).  Одустајање од такве терапије може бити тешко код пацијената са болом у грудима и диспнејом.
На крају можемо закључити да ХВС не само да изазива озбиљне и истинске нелагодности за пацијента, већ и представља знатне медицинске трошкове кроз процес искључивања озбиљнијих поремећаја. То што пацијенти са ХВС  изгледају болесни, има тенденцију да подстакне даље езотерично тестирање, које је неизбежно недијагностичко. Хронични облик ХВС  често доводи до тога да различити лекари понављају ова дијагностичка испитивања.

## Занимљивост
Оригинални традиционални третман дисања у папирну кесу за контролу психолошки заснованог синдрома хипервентилације (који је сада скоро универзално познат и често се приказује у филмовима и ТВ драмама) измислио је лекар из Њујорка (касније радиолог), др Александар Винтер (1908—1978), на основу његовог искуства у медицинском корпусу америчке војске током Другог светског рата и објављеног у часопису Америчког медицинског удружења 1951. године.
Међутим пошто се друга медицинска стања могу помешати са хипервентилацијом (нпр.астма и срчани удар), већина медицинских студија саветује да се не користи папирна кеса јер се ова стања погоршавају када се нивои угљен-диоксида повећају.